# Burkina Faso ai Giochi della XXVIII Olimpiade
Il Burkina Faso partecipò ai Giochi della XXVIII Olimpiade, svoltisi ad Atene, Grecia, dal 13 al 29 agosto 2004, con una delegazione di 5 atleti impegnati in tre discipline.

## Risultati

### Atletica leggera
| Q | Qualificato al turno successivo per la Classifica in qualificazione                                                          |
| q | Qualificato per il turno successivo per ripescaggio o, negli eventi su campo, conquistando la misura minima per qualificarsi |

Maschile
Eventi su pista e strada
| Atleta        | Evento      | Batteria  | Batteria   | Quarti di finale | Quarti di finale | Semifinale      | Semifinale      | Finale          | Finale          |
| Atleta        | Evento      | Risultato | Classifica | Risultato        | Classifica       | Risultato       | Classifica      | Risultato       | Classifica      |
| ------------- | ----------- | --------- | ---------- | ---------------- | ---------------- | --------------- | --------------- | --------------- | --------------- |
| Idrissa Sanou | 100 m piani | 10"33     | 4º q       | 10"43            | 8º               | non qualificato | non qualificato | non qualificato | non qualificato |

Eventi sul campo
| Atleta        | Evento       | Qualificazioni | Qualificazioni | Finale          | Finale          |
| Atleta        | Evento       | Risultato      | Classifica     | Risultato       | Classifica      |
| ------------- | ------------ | -------------- | -------------- | --------------- | --------------- |
| Olivier Sanou | Salto triplo | 15,67          | 41º            | non qualificato | non qualificato |

Femminile
Eventi su pista e strada
| Atleta          | Evento         | Batteria  | Batteria   | Semifinale      | Semifinale      | Finale          | Finale          |
| Atleta          | Evento         | Risultato | Classifica | Risultato       | Classifica      | Risultato       | Classifica      |
| --------------- | -------------- | --------- | ---------- | --------------- | --------------- | --------------- | --------------- |
| Aïssata Soulama | 400 m ostacoli | 57"60     | 7ª         | non qualificata | non qualificata | non qualificata | non qualificata |

### Judo
Femminile
| Atleta          | Evento | 16-esimi                    | Ottavi               | Quarti               | Semifinali           | Ripescaggio          | Finale / FB          | Pos.            |
| Atleta          | Evento | Avversario Punteggio        | Avversario Punteggio | Avversario Punteggio | Avversario Punteggio | Avversario Punteggio | Avversario Punteggio | Pos.            |
| --------------- | ------ | --------------------------- | -------------------- | -------------------- | -------------------- | -------------------- | -------------------- | --------------- |
| Hanatou Ouelogo | -48 kg | Bruletova (RUS) P 0000–0201 | non qualificata      | non qualificata      | non qualificata      | non qualificata      | non qualificata      | non qualificata |

### Nuoto
Maschile
| Atleta            | Evento            | Batteria  | Batteria   | Semifinale      | Semifinale      | Finale          | Finale          |
| Atleta            | Evento            | Risultato | Classifica | Risultato       | Classifica      | Risultato       | Classifica      |
| ----------------- | ----------------- | --------- | ---------- | --------------- | --------------- | --------------- | --------------- |
| Mamadou Ouedraogo | 50 m stile libero | 30"36     | 81º        | non qualificato | non qualificato | non qualificato | non qualificato |